# 执行者真理徽章
执行者真理徽章，是印度尼西亚共和国的一种徽章，授予对象为从1965年10月1日算起在九三〇事件中作为反共大屠杀执行者至少活跃了30天的印度尼西亚共和国武装部队成员。